# Arapski poluotok
Arapski poluotok ili Arabija (arapski Šibh al-Ğazīra al-‘Arabiyya [šibhul62721azi:'ra al63308arabi'j:a], شبه الجزيرة العربية), poluotok u jugozapadnoj Aziji između Crvenog i Arapskog mora te Perzijskog, Omanskog i Adenskog zaljeva. Obuhvaća oko 3,000.000 km², a većinom se sastoji od pustinje. Arapski poluotok je važan dio veće regije Bliskog istoka, te ima kritično važnu geopolitičku ulogu zbog svojih ogromnih rezervi nafte i prirodnog plina.

## Zemljopis
Obale poluotoka omeđene su Crvenim morem i Akapskim zaljevom na (jugo)zapadu, Arapskim morem (dio Indijskog oceana) na jugoistoku, te Omanskim zaljevom, Hormuškim tjesnacom i Perzijskim zaljevom na sjeveroistoku. Sjeverna granica poluotoka određena je kolizijskom zonom Zagrosa, planinske uzvisine na kojoj se zbiva kontinentalni sudar između Arapska ploče. Arapski poluotok se geografski spaja sa Sirijskom pustinjom bez jasne linije razgraničenja.
Arapski poluotok čine:
1. središnja visoravna s plodnim dolinama i pašnjacima korištenima za ispašu ovaca i druge stoke.
2. prostor pustinja – na sjeveru se nalazi stjenovita pustinja Nefud, na jugu Rub' al Khali ili Velika arapska pustinja, a između njih Dahna. U pustinji Rub' al Khali pijesak se prostire gotovo 200 m ispod površine.
3. prostor suhe i močvarne obale s koraljnim grebenima na crvenomorskoj strani.
4. pojas planina, koje su prvenstveno usporedne s Crvenim morem u zapadnom (npr. provincija Asir) i jugoistočnom dijelu (Oman). Najviša točka Jabal Al-Nabi Sho'aib u Jemenu visoka je 3666 m.

## Geologija
Geološki je ova regija zapravo Arapski potkontinent jer leži na istoimenoj tektonskoj ploči koja se sve više udaljava od sjeveroistočne Afrike (formirajući Crveno more), te podvlači pod Euroazijsku ploču (formirajući planine Zagrosa). Sastav se stijena sustavno razlikuje kroz Arabiju. Najstarije stijene izložene na Arapsko-nubijskom štitu blizu Crvenog mora prekrivene su ranijim sedimentima koji postaju mlađi prema Perzijskom zaljevu. Možda najbolje očuvani ofiolit na Zemlji, zvan Semail, leži izložen u planinama UAE-a i sjevernog Omana.
Arapski poluotok je pretežno valovit ravnjak (prosječna visina 500-1000 m) s velikim pustinjskim područjima (Nefud, Rub' al Khali) i osamljenim granitnim masivima. Na rubnim dijelovima prelazi u planinske krajeve (najviši vrh Džabal Nabi Šu'ajb 3666 m). Uz Perzijski zaljev izdvaja se prostrana do 150 km široka obalna ravnica. Poluotok je građen od kristaliničnih škriljevaca i granita koji su uglavnom prekriveni mezozojskim i tercijarnim naslagama (vapnenaca i pješčenjaka). Obale su pretežno ravne i pješčane.

## Klima
U regiji prevladava pustinjska klima sa znatnim dnevnim i godišnjim kolebanjima temperature i vrlo malom količinom oborina (do 100 mm godišnje). Stalnih površinskih tokova i jezera nema, a suhe doline povremenih vodenih tokova (vadi) duge su često do nekoliko stotina km. Ispod površine velikog dijela poluotoka postoje obilni drevni akviferi (vodonosnici), a na mjestima gdje voda izbija na površinu formiraju se oaze (npr. oaze Al-Hasa i Qatif) koje omogućuju razvoj poljoprivrede.

## Vegetacija
Biljni pokrov veoma je oskudan (kserofitno grmlje, rijetka trava), a životinjski svijet uglavnom čine vrste koje su se prilagodile suhoj klimi pustinje. Monsunske lišćarske šume razvijene su samo na vlažnijim (500-750 mm) padinama planinskog područja južnog i jugoistočnog dijela poluotoka. U oazama dobro uspijeva palma.

## Povijest
O predislamskoj Arabiji zna se vrlo malo. U starom vijeku geografski se nalazila po strani od svjetskih događaja. Velike promjene u prednjoj Aziji, pohodi Asiraca, Babilonaca, Egipćana, Perzijanaca, Makedonaca i Rimljana zahvatili su samo krajnji sjever Arapskog poluoroka. Asirski kraljevi spominju pohode protiv Arabljana, najviše Asurbanipal, protiv koga se Arabljani bore na devama.
Arapskih strijelci na devama, koje će Europljani kasnije nazvati meharisti, po mehari (ara. deva), ima u Kserksovoj (Ξέρξης) vojsci. Bili su kasnije u službi Dijadoha, Rimljana i Bizantinaca kao konjanici, strijelci i praćkari. To su ratnici nomadskog tipa, proizvod beskrajnih stepa i pustinja. Državnih organizacija bilo je samo na periferiji, gdje je bilo više vode i vegetacije.

### Od 2. tisućljeća pr. Kr do islamskog razdoblja
Od kraja 2. tisućljeća pr. Kr. na JZ Arapskog poluotoka postoje, usporedo i naizmjenično, kraljevine Maʿān i Saba' o kojima se zna vrlo malo. U dva maha, u 4. i 5. stoljeću (525. godine), JZ Arabija pada u ruke Etiopljana, a 575. njome su ovladali Perzijanci. U to vrijeme Perzija kontrolira neke organiziranije dijelove i na istoku Arabije, kao Bahrein i Oman. Na sjever se spominje velika arpaska kraljevina u doba Tiglatpilesara III. (Tukultī-apil-Ešarra) kao vazalna država Asirije. 
Pri kraju 5. stoljeća pr. Kr. na SZ nastaje Nabatejsko Kraljevstvo sa sjedištem u Petri koja je u 3. stoljeću pr. Kr. dostigla vrhunac. Najznačajniji nabatejski kralj Aretas III. (᾿ Αρέτας, Φιλέλλην) pobijedio je sirijskog kralja Antioha XII. Dioniza (᾿Αντίοχος). Budući da nije uspio savladati Nabatejce u njihovim nepristupačnim krajevima, rimski vojskovođa Pompej ostavio im je nezavisnost. Tek je rimski car Trajan 105. pretvorio nabatejsku državu u rimsku provinciju Arabia i odvojio je od pustinje nizom utvrđenja koja su bila nešto manje čvrsta od limesa na Rajni i Dunavu. 
Država Nabatejaca nastavlja se u Palmiri, odakle vladaju arapski suvereni. Poslije uspješnog rata protiv Perzije, palmirski kralj Odenat II. (grč. Οδαίναθος) zavladao je cijelom Sirijom, pa ga je rimski car Galijen (Publius Licinius Egnatius Gallienus) priznao čak kao suvladara Istoka. Nabatejsko Kraljevstvo pokorio je car Aurelijan 273. godine, a otada na sjeveru nema nezavisnih arapskih država. 
Kraljevstvo Ghassān, koje se javlja početkom VI. stoljeća istočno od Jordana (Nahr al-Urdun), potčinjena je Bizantu, a Lakamidsko kraljevstvo s glavnim gradom u Al-Hirahu, između Eufrata (al-Furāt) i pustinje, Perziji. Do islama Arapski poluotok nikada nije bilo ujedinjen, pa nije moglo vršiti ozbiljan pritisak na susjedne zemlje. 
Preko sjeverne otvorene i neodređene granice prelijevao se višak stanovništva ili je radi pljačke upadao u susjedna sjedilačka područja. Pohodi asirskih kraljeva protiv Arabljana imali su cilj osigurati južne granice svoje države. Tome cilju služila je i rimska provincija Arabia, bizantski Ghassān kraljevstvo i perzijska Lakamidsko kraljevstvo. Pripreme Aleksandra Velikog za osvajanje Arabije prekinula je njegova smrt. Rimski pohod koji je poduzeo 25. na 24. godinu pr. Kr. Marko Aelije Gal (Marcus Aelius Gallus), bivši prefekt Egipta, slomila je više negostoljubiva priroda Arabije nego otpor stanovnika. Ratničku snagu Arabljani su koristili u međuplemenskim racijama, čiji su osnovni motivi pljačka ili osveta. 
Prema pjesniku Antaru (ʿAntarah ibn Shaddād al-ʿAbsī), predislamski Arabljani bili su konjanici, naoružani kopljem za udar, ponekad i lukom. Oni su oblijetali oko protivnika pucajući na njega strijele. Pored kopalja, poglavari su ponekad imali sablju, lančani prsni oklop i kacigu koji je bio uglačan kao zvijezda. Pješaci se ne spominju, no ipak ih je bilo tamo gdje se razvila gradska civilizacija, samo oni nisu izazvali toliko interesiranje pjesnika koliko romantični stanovnici pustinje — beduini (ara. badawī). Za prepade su pješaci neupotrebljivi, a konji su pogodniji, tj. brži od deva, iako se teže prilagođavaju pustinji. Pješaci su osim kopljem naoružani ponekad i sabljom, oklopom te kacigom, najviše ih je bilo u Hedžas (al-Ḥijāz) koji je činio skup samostalnih gradova, često pod dominacijom okolnih plemena. Među njima se ističe Meka (Makkah), aristokratska trgovačka republika, jedan od glavnih trgovačkih centara Arapskog poluotoka. 

### Od pojava islama do 18. stoljeća
Uoči pojave islama, u Arabiji je bilo i kohezivnih snaga. Narod je bio iste rase, istog jezika i istih običaja. Muhamed je tim elementima dodao i islam, novu vjeru. Dobrovoljno ili silom Muhamed je ujedinio Arapski poluotok u islamu i stavio se na čelo kao Alahov (božji) prorok. Borbe za prevlast islama u Arabiji ne odaju naročitu vojničku efikasnost, ni operativnu, ni taktičku, ni tehničku. Na Muhamedovoj strani izvori naglašavaju disciplinu, čvrstinu, oduševljenje. Neuspjeh stanovinka Meke pri opsadi Medine (al-Madīnah) 627., Muhamedovo lako osvajanje Meke 630. i njegov neuspjeh pri opsadi Ta'ifa (aṭ-Ṭā'if) iste godine, ukazuju na primitivnost opsadnog ratovanja i tehnike. U svim tim akcijama upotrebljene su vrlo skromne snage, samo je jednom bilo 10,000 ljudi na jednoj strani. 
Kada je ujedinjen poluotok, počela je vanjska ekspanzija. Stupanj privrednog i kulturnog razvoja nije pružao mnogo drugih privlačnijih alternativa za višak snaga koji se dotada trošio u besmislenim međusobnim borbama. Interesu ekspanzije Muhamed je namjestio i svoju vjeru. Kuran, sveta knjiga muslimana, stavlja kao dužnost svim vjernicima rat protiv nevjernika sve dok ne budu podčinjeni i ne plate danak. To je sveti rat (jihād). Plijen je glavni cilj rata. Ratni plijen je nagrada koju vjernicima daje Alah, 1/5 ustupa svome proroku (Muhamedu), iz čega se puni ratni fond. Stavljajući rat u dužnost svim vjernicima, Kuran propisuje, u stvari, opću vojnu obavezu, i predviđa kazne za one koji ne pođu u borbu. 
Ukratko, Muhamed je dao maha ratničkom duhu beduina, paralelno disciplinirajući njihove napore i usmjerio ih prema konkretnim političkim ciljevima, a to je glavno objašnjenje munjevitih uspjeha Arapa, koji su doveli do stvaranja velikog Arapskog Carstva. 
Povijest Arapskog poluotoka poistovjećuje se s poviješću Arapskog Carstva sve do 9. stoljeća, ali je u suštini Arabija već od 656., kada je sjedište Rašidunskog Kalifata prenijeto iz Medine u Kufu (al-Kūfah), postala njena periferna provincija. Lišena svojih najenergičnijih i najpoduzetniji elemenata, koji odlaze na sjever kako bi sudjelovali u velikim događajima, Arabija sve više gubi u značaju. Osuđena svojim geografskim položajem i klimom, neznatno sudjeluje u razvoju velike arapsko-muslimanske civilizacije koju je pokrenula. Raspadom kalifata, u drugoj polovici 9. stoljeća, razbija se i Arabija na mnogobrojne samostalne dijelove, o kojima se zna vrlo malo. Pretpostavlja se da je postala poprište beduinskih prepada kao što je bila prije pojave islama. Nešto više se zna o Jemenu u kome se izmjenjuju domaće dinastije s egipatskom dominacijom. Zapadnu Arabiju su početkom 16. stoljeća okupirali Turci Osmanlije. Dok se u isto vrijeme na njezinoj južnoj i istočnoj obali učvrstili Portugalci, stvarajući uporišta na putu za Indiju, a u 18. stoljeću Portugalce zamjenjuju Britanci. 

### Od osnutka sekte vahabita do kraja Prvog svjetskog rata
Sredinom 18. stoljeća. osnivanjem religiozno-političke sekte vahabita počinje novija povijest Arapskog poluotoka. Njihov svjetovni nosilac Muhammad ibn-Saud (Muhammad ibn-Sa'ūd) prikupio je značajnu vojsku beduina i ovladao centralnom i istočnom Arabijom. Njegov sin Abdul al-Aziz Muhammad ibn-Saud osvojio je Meku 1802., a unuk Abdul al-Aziz ibn-Saud Medinu 1804. Izgledalo je da će se Arabija ujediniti u vahabitskoj državi, ali je Egipat nizom pohoda do 1818. slomio moć dinastije Saud i uspostavio autoritet Porte. U ovim borbama beduini su podlegli egipatskim regularnim postrojbama.
Uoči Prvog svjetskog rata Arapski poluotok formalno pripada Turskoj, ali je u stvari podijeljen na veliki broj manje ili više samostalnih područja. Nedžd je podijeljen između emirata Jabal Shammar (ara. إِمَارَة جَبَل شَمَّر) sa sjedištem u Ha'ilu (Ḥā'il), i emirata Nedžd u al-Rijadu. U Hedžasu, je sa sjedištem u Meki, vladao veliki šerif Husein II. (Ḥusayn ibn ‘Alī). Asir (ʿAsīr), planinski kraj južno od Hedžasa i Jemen bili su praktično nezavisni. Na južnom i istočnom primorju od Hadramauta (Ḥaḍramawt) preko Omana do Kuvajta bilo je mnogo vladara koji su se nazivali sultani i šeici, ali su u stvarno u podređenom odnosu prema Britancima.
Tijekom Prvog svjetskog rata Britanci su uspeli pridobiti šerifa Huseina i Abdul al-Aziza ibn-Sauda za borbu protiv Osmanskog Carstva, usprkos svetom ratu koji je objavio turski sultan kao kalif. Pristupanje vladara s Arapskog poluotoka Antanti te pokretanje ustanka imalo je moralni i politički utjecaj među muslimanskim narodom na objemama zaraćenim stranama, a poslije Prvog svjetskog rata znatno je doprinio učvršćenju britanskog utjecaja u novostvorenim državama u kojima se nastavila povijest Arapskog poluotoka.

## Geopolitika
Poluotok je politički podijeljen od ostatka Azije sjevernim granicama Kuvajta i Saudijske Arabije. Na teritoriju Arabije nalaze se:
- Bahrein (otok u Perzijskom zaljevu)
- Jemen
- Katar
- Kuvajt
- Oman
- Saudijska Arabija
- Ujedinjeni Arapski Emirati

Sve navedene zemlje, osim Jemena, nazivaju se arapskim zemljama Perzijskog zaljeva ili zaljevskim državama. Ovaj naziv isključuje nearapski Iran na istoku. Navedene države su među najbogatijim u svijetu s obzirom na njihovo malobrojno stanovništvo odnosno bogatih ležišta nafte i zemnog plina koje se nalaze u primorju Perzijskog zaljeva.
Saudijska Arabija pokriva veći dio poluotoka. Većina stanovništva poluotoka živi u Saudijskoj Arabiji i Jemenu. Poluotok sadrži najveće rezerve nafte na svijetu. U Saudijskoj se Arabiji nalaze islamski sveti gradovi Meka i Medina. UAE i Saudijska Arabija ekonomski su najbogatije države u regiji. Katar, mali poluotok u Perzijskom zaljevu, sjedište je popularnoj arapskoj televizijskoj postaji Al Jazeeri. Kuvajt je mala zemlja na sjeveroistoku poluotoka koja graniči s Irakom. Tijekom Prvog zaljevskog rata Saddam Hussein je napao Kuvajt kojeg je zatim proglasio iračkom provincijom. Kuvajt je strateško važna zemlja koja je formirala jedan od glavnih stožernih terena koalicijskih snaga za organizaciju invazije Iraka 2003. godine.

## Poveznice
- Arapski svijet
- Rub' al Khali (pustinja)
- Arabia Deserta
- Arabia Petraea
- Mašrek

## Vanjske poveznice
Sestrinski projekti
|  | Zajednički poslužitelj ima stranicu o temi Arapski poluotok    |
|  | Zajednički poslužitelj ima još gradiva o temi Arapski poluotok |